# Oncorhynchus rastrosus
Oncorhynchus rastrosus (синонім Smilodonichthys rastrosus) — викопний вид лососеподібних риб родини лососевих (Salmonidae); іноді називають «шаблезубим лососем». Вид описаний по знахідках черепів, що знайдені у чотирьох місцях на заході США у штаті Орегон та Каліфорнія. Існував шаблезубий лосось у міоцені та пліоцені, 13-4 млн років тому. Це була прохідна риба, як і його сучасні родичі з роду Тихоокеанський лосось (Oncorhynchus), що мешкала на північному сході Тихого океану та мігрувала на нерест у річки західного узбережжя Північної Америки. «Шаблезубим» вид називають за пару великих іклоподібних зубів на верхній щелепі, що були наявні у самців. Дослідники вважають, що ікла з'являлись у самців лише у період нересту,. Вид сягав великих розмірів, тіло завдовжки до 2,7 м та вагою приблизно до 225 кг.